# Magic Pockets
Magic Pockets è un videogioco a piattaforme sviluppato dalla The Bitmap Brothers e pubblicato dalla Renegade Software nel 1991. È stato pubblicato per Amiga, Atari ST, MS-DOS e Archimedes. 

## Modalità di gioco
Il gioco è un platform che consente al giocatore di camminare, saltare e lanciare oggetti per sconfiggere i nemici. Ci sono in tutto quattro aree principali: le Caverne, la Giungla, il Fiume e le Montagne. Ognuna di queste zone ha dei livelli a loro volta suddivisi in fasi, inclusa una fase extra, in cui il protagonista dovrà recuperare un giocattolo superando una sfida esclusiva contro le creature.
Questo è uno dei primi giochi in cui è presente l'idea dell'attacco caricato. Infatti, per ogni zona il protagonista potrà sparare dei proiettili speciali e, tenendo premuto il comando di sparo, potrà usare un colpo più potente. Tuttavia, questo enorme proiettile non distruggerà i nemici, ma li risucchierà in un vortice e li convertirà in potenziamenti.
A differenza di altri platform (come ad esempio Sonic e Super Mario Bros), non c'è alcun limite di tempo. Nonostante ciò, se il giocatore non fa niente per un certo tempo, apparirà una strana sfera trasparente che, gradualmente, sottrarrà tutti i potenziamenti del protagonista e, se ciò succede nell'ultima fase di una zona, lo ucciderà.

## Accoglienza
Il gioco ha ricevuto principalmente recensioni positive.